# Georg Otto Hermann Klotz
Georg Otto Hermann Klotz (auch Klotz II., * 21. Mai 1818 in Bad Carlsruhe; † 6. September 1878 in Wiesbaden) war königlich preußischer Generalleutnant und zuletzt Inspekteur der 3. Ingenieur-Inspektion.

## Herkunft
Seine Eltern waren der Forstmeister Paul August Ferdinand Klotz und dessen Ehefrau Johanna Elisabeth Schubert. Sein Bruder Julius Gustav Adolf (1812–1892) wurde ebenfalls Generalleutnant.

## Leben
Er ging am 1. April 1835 als Freiwilliger in die 3. Pionier-Abteilung. Am 1. September 1835 ging er in die 5. Pionier-Abteilung. Vom 1. Oktober 1836 bis zum 12. September 1839 wurde er in die Vereinigte Artillerie- und Ingenieurschule abkommandiert. In dieser Zeit wurde er am 1. Oktober 1837 zum Portepeefähnrich ernannt, am 8. Oktober 1838 als Seconde-Lieutenant aggregiert sowie am 1. September 1839 wieder in die 3. Pionier-Abteilung versetzt.
Nach seiner Rückkehr kam er am 12. April 1840 in die 5. Pionier-Abteilung, dort wurde er am 11. Oktober 1842 einrangiert. Am 1. Mai 1843 wurde er zu Fortifikationsdiensten in die Festung Glogau geschickt, aber schon am 23. August kam er zu Fortifikationsdiensten in die Festung Schweidnitz. Am 26. Juni 1848 kam er in die 6. Pionier-Abteilung und am 2. August 1848 kam er nach Schweidnitz zurück. Am 27. Januar 849 wurde er Adjutant der 2. Ingenieur-Inspektion. Am 30. Mai 1850 wurde er zum Premier-Lieutenant und am 10. Oktober 1852 zum Hauptmann befördert. Aber am 29. März 1856 wurde er zum Festungsbau nach Königsberg in Preußen versetzt und dort am 11. Oktober 1861 zum Festungsdirektor ernannt, am 6. März 1862 stieg er zum Major auf.
Bei der Mobilmachung zum Deutschen Krieg wurde er am 19. Mai 1866 als 2. Ingenieur-Offizier in den Stab des Oberkommandos der 2. Armee versetzt. Er kämpfte beim Gefecht von Nachod und der Schlacht bei Königgrätz. Am 17. September 1866 kam er als Festungsbaudirektor nach Königsberg zurück. Am 20. September 1866 wurde er zum Oberstleutnant befördert und mit dem Roten Adlerorden 4. Klasse mit Schwertern ausgezeichnet. Am 19. Januar 1868 bekam er auch den Kronen-Orden 3. Klasse und dazu am 3. Juli 1868 die Beförderung zum Oberst. Am 9. August 1868 kam er dann als Inspekteur in die 4. Pionierinspektion.
Im Vorfeld des Deutsch-Französischen Krieges wurde er am 21. August 1870 zum Kommandeur eines kombinierten Pionierregiments ernannt. Während des Feldzuges erwarb er sich bei der Belagerung von Straßburg das Eiserne Kreuz 2. Klasse, später nahm er am Angriff auf die Südfront von Paris teil.
Am 25. April 1871 kehrte er als Inspekteur in die 4. Pionierinspektion zurück. Am 16. Dezember 1871 erhielt er für den Feldzug auch das Eiserne Kreuz 1. Klasse. Am 10. Mai 1872 wurde er zur Wahrnehmung der Geschäfte der Inspektion der Festungsbauten nach Straßburg abkommandiert. Bereits am 12. Oktober 1872 unter Belassung des Kommandos von der Stellung als Pionierinspekteur entbunden. Er erhielt dafür den Roten Adlerorden 3. Klasse mit Schwertern und am 22. März 1873 die Beförderung zum Generalmajor. Er kam am 12. April 1873 als Inspekteur in die 3. Ingenieur-Inspektion. Noch am 18. Januar 1876 erhielt er den Roten Adlerorden 2. Klasse mit Eichenlaub und Schwertern am Ring. Anschließend wurde er am 12. Juni 1877 mit den Charakter als Generalleutnant und Pension zur Disposition gestellt. Er starb wenig später am 6. September 1878 unverheiratet in Wiesbaden.